# Le ragazze di San Frediano (miniserie televisiva)
Le ragazze di San Frediano è una miniserie televisiva italiana in due puntate del 2007 diretta da Vittorio Sindoni e liberamente ispirata  all'omonimo romanzo di Vasco Pratolini.
Si tratta della terza miniserie realizzata da Rizzoli Audiovisivi S.p.A. nell'ambito della collana I grandi romanzi del Novecento: la prima è stata Il bell'Antonio diretta da Maurizio Zaccaro e tratta dall'omonimo romanzo di Vitaliano Brancati, mentre la seconda è stata La provinciale diretta da Pasquale Pozzessere e tratta dal romanzo di Alberto Moravia.

## Puntate
| N° | Titolo          | Prima TV      |
| -- | --------------- | ------------- |
| 1  | Prima puntata   | 12 marzo 2007 |
| 2  | Seconda puntata | 13 marzo 2007 |

## Trama

### Prima puntata
- Ascolti: telespettatori 6 513 000 – share 25,60%.[2]

### Seconda puntata
- Ascolti: telespettatori 6 968 000 – share 27,76%.[3]